# Ib Christensen
Ib Christensen (født 15. marts 1930 i Vorup ved Randers, død 3. januar 2023) var psykotekniker og dansk politiker (Retsforbundet og Folkebevægelsen mod EF).

## Ungdomspolitiker
Han var medstifter af Europæisk Ungdom i Aarhus i 1957, og i bestyrelsen for Dansk Europa-Unions jysk-fynske kreds 1961-63. Christensen var næstformand for Een Verdens Ungdom 1964-65 og med i Een Verdens styrelse i flere perioder. Han var medstifter af Retsforbundets studenterfraktion i 1954 og sekretær i samme 1954-57. Han var medlem af landsledelsen for Retsforbundets Ungdom 1958-65, næstformand fra 1959 og landsformand 1962-65.

## Retsforbundet
Christensen var medlem af Retsforbundets forbundsråd og forretningsudvalg flere gange: første gang 1964-74. Han var landsformand for Retsforbundet 1967-74, 1975-78 og 1982-84 og folketingskandidat flere gange: første gang i Odderkredsen i 1960. Han var medlem af Folketinget 1973-75 og 1977-81 og var flere gange politisk ordfører eller formand for Retsforbundets folketingsgruppe. I Folketinget var han medlem af bl.a. Markedsudvalget, Det Udenrigspolitiske Nævn og Det Politisk-Økonomiske Udvalg.

## Mellemfolkelig politiker
Han var fra 1970 med i FN-forbundets styrelse i flere perioder. Han var i sin tid som folketingsmedlem medlem af Nordisk Råd og af Europarådets parlamentariske forsamling i flere omgange.

## Medlem af EU-parlamentet
Ib Christensen repræsenterede Retsforbundet i EU-Parlamentet i 1978 og i 1979. Han var spidskandidat for Retsforbundet ved det første direkte valg til Europa-Parlamentet i juni 1979. Han var medlem af forretningsudvalget i Folkebevægelsen mod EF i 1982-84 og repræsenterede Folkebevægelsen i Europa-Parlamentet i 1984-94.

## Udgivelser
Ib Christensen udgav flere bøger, og skrev mange artikler og læserbreve.